# Dodge Aspen
De Dodge Aspen was een model van het Amerikaanse automerk Dodge dat van 1976 tot 1980 gebouwd werd. Het compacte model werd tegelijkertijd verkocht door zustermerk Plymouth als de Plymouth Volaré. Het model was beschikbaar als tweedeur coupé en als vierdeur sedan en stationwagen. De Aspen volgde de Dodge Dart op en werd zelf vervangen door de Dodge Aries en de Dodge 400. In 2007 werd de modelnaam Aspen door Chrysler gebruikt voor de Chrysler Aspen, in feite de Dodge Durango.

## Geschiedenis

### 1976
De Dodge Aspen en de Plymouth Volare werden in de herfst van 1975 geïntroduceerd voor modeljaar 1976. Het model werd goed ontvangen en zette meteen sterke verkoopcijfers neer. Er waren drie uitrustingsniveaus voorhanden: het basismodel, de Custom en de SE (Special Edition). Voor de coupé was ook een R/T-pakket beschikbaar dat voor betere prestaties zorgde met onder andere de optionele V8. Standaard kwam de Aspen met een zes-in-lijnmotor.

### 1977
In 1977 kreeg de coupéversie een optioneel T-dak. Het R/T-pakket werd uitgebreid met de Super Pak-optie die spoilers voor en achter en boven de achterruit en speciale wiellijsten voorzag. Er werd ook een nieuwe kit met koetswerkstrepen beschikbaar gesteld. Hiermee werd een R/T een Super R/T. In Canada was het zustermodel Plymouth Volare dat jaar de best verkochte auto.

### 1978
Voor 1978 veranderde een en ander. De drie uitrustingsniveau werden geconsolideerd waarna de Custom en de SE voortbestonden als optiepakket. Ook kreeg de neus van het model een facelift. Er verschenen ook nieuwe prestatiepakketten als Super Coupe en Kit Car en het Super Pak werd het Sport Pak. Het Sunrise-optiepakket voorzag de coupé van speciale koetswerkstrepen en een gespoilerde achterruit. De Aspens met het Kit Car-pakket zijn bij de zeldzaamste uitvoeringen. Er werden slechts 145 stuks van gemaakt.

### 1979
In 1979 veranderde wederom niet veel. Enkel de achterlichten werden licht aangepast. De optiepakketten werden overgenomen van het voorgaande jaar, uitgezonderd het Super Coupe- en het Kit Car-pakket. In de optielijst verscheen een Sport Wagon-pakket dat speciale strepen en wiellijsten inhield.

### 1980
In 1980, het laatste productiejaar van de Aspen, kreeg het model een geheel nieuwe voorzijde met nieuwe vierkante koplampen en een motorkap, zijpanelen en bumper die werden gedeeld met de Dodge Diplomat. Verder werden een Special en een Premier- pakket beschikbaar. Het jaar daarop werd de Aspen vervangen door de Dodge Aries en in 1982 volgde de Dodge 400.

## Verkoopcijfers
De verkoopcijfers van de Dodge Aspen op de Amerikaanse markt:
- 1976: 189.900
- 1977: 266.012
- 1978: 166.419
- 1979: 121.354
- 1980: 67.318
- Totaal: 811.003